# Bettignies
Bettignies is een gemeente in het Franse Noorderdepartement (regio Hauts-de-France) en telt 265 inwoners (2004). De plaats maakt deel uit van het arrondissement Avesnes-sur-Helpe.

## Geografie
De oppervlakte van Bettignies bedraagt 4,6 km², de bevolkingsdichtheid is 57,6 inwoners per km².
De onderstaande kaart toont de ligging van Bettignies met de belangrijkste infrastructuur en aangrenzende gemeenten.

## Demografie
Onderstaande figuur toont het verloop van het inwonertal (bron: INSEE-tellingen).